# Béatrice Bonhomme
Pour les articles homonymes, voir Bonhomme et Villani.
 (octobre 2017).
Béatrice Bonhomme, née le 29 juin 1956 à Alger, est une poétesse, critique littéraire et enseignante française. Elle est la  directrice de la revue Nu(e). Ses poèmes commencent à paraître en revue à partir de 1986, puis en 1991 elle publie un premier recueil aux éditions Traces (L’Age d’en haut).
Elle reçoit le 9 juin 2023 le Prix Mallarmé pour son recueil Monde, genoux couronnés (Collodion, 2022).

## Biographie
Béatrice Bonhomme est née  en 1956 à Alger. Elle est la fille de Mario Villani (1916-2006), élève de Jean Grenier et peintre. Elle grandit avec ses quatre frères, Arnaud, Philippe, Bernard et Patrice. Elle suit ses études à Nice en hypokhâgne et Khâgne au lycée Masséna à Nice.  
Agrégée de Lettres modernes, elle soutient à Aix-en-Provence, sous la direction de Jacques Chabot, en 1983 une thèse de 3° cycle sur l’œuvre de Jean Giono, La Mort grotesque (Nizet), puis, en 1987, une thèse d’État sur Pierre Jean Jouve : Les Jeux de l’Écriture et la Quête du Sacré dans l’œuvre de Pierre Jean Jouve (Minard). Depuis 1990, elle enseigne la littérature française des XXe et XXIe, d'abord à l'Université d'Aix-en-Provence puis à l’Université Nice Côte d’Azur,. 
Un livre sur l’œuvre poétique de Béatrice Bonhomme Le mot, la mort, l’amour chez Peter Lang est paru en 2012. Deux revues Poésie-sur-Seine et Coup de soleil lui ont été consacrées (2020-21). Plusieurs de ses poèmes ont été traduits et elle travaille avec des peintres et des compositeurs.
En 2017, elle est nommée membre du jury du grand prix national de la poésie du ministère de la Culture.
Parallèlement à son travail de poétesse, elle œuvre pour une meilleure reconnaissance de la poésie contemporaine, tant par son travail de recherche sur de nombreux poètes contemporains que par la publication de sa Revue Nu(e), créée en 1994, qui consacre ses numéros à la poésie et à l’art contemporains. Après 65 numéros sur papier, cette revue paraît en ligne depuis mars 2018 sur le site POEZIBAO, puis POESIBAO.

## Œuvres

### Poésie
- L’Age d’en haut, réédition augmentée Préface de Tristan Hordé, Melis, 2004
- In Absentia, Plouzané, éd. An Amzer, 1993. Préface de Jacques Lepage. Dessins de François Thierry.
- Le Pas de la Clé, La Tronche, éd. La Vague à l’âme, 1994. Dessin de François Thierry sur la couverture.
- Lieu-dit du bout du monde, Colomiers, éd. Encres vives, 1994.
- Jeune homme marié, nu, suivi de L’Univers n’en sait rien, Nice, éd. NU(e), « Poèm(e) », 1995.
- Sauvages, Paris, éd. Moires, 1997. Illustration de Tristan Bastit.
- Le Dessaisissement des Fleurs, Cherves, éd. Rafaël de Surtis, « Pour une terre interdite » 1997. Préface de Daniel Leuwers. Illustration de Mario Villani.
- Journal de l’absence initiée, Colomiers, éd. Encres vives, 1998.
- Poumon d’oiseau éphémère, Paris, éd. Moires, 1998. Illustration de Tristan Bastit.
- Les Gestes de la neige, Coaraze, éd. l’Amourier, 1998. Préface de Salah Stétié. Frontispice et gravure originale d’Henri Maccheroni.
- Sabre au clair, Cannes, éd. Tipaza, 1998. Dessin original de Jean-Claude Le Gouic.
- La Grève Blanche, Mers-sur-Indre, éd. Collodion, 1999. Sérigraphie d’Alberte Garibbo.
- Le Nu bleu, Coaraze, éd. l’Amourier, 2001. Préface Bernard Vargaftig. Photographies Sonia Guerin, Jean-Marie Rivello, Béatrice Bonhomme, dessin Mario Villani.
- Nul et non avenu, Mers-sur-Indre, éd. Collodion, 2002. Sérigraphie de Claire Cuenot.
- Photographies, Colomars, éd. Mélis, 2004. Préface de Serge Martin.
- Cimetière étoilé de la mer, Colomars, éd. Mélis, 2004. Préface de Claude-Louis Combet.
- La Maison abandonnée, Colomars, éd. Melis, 2006. Postface de Bernard Vargaftig. Pastels de Christine Charles[8].
- Mutilation d’arbre, Mers-sur-Indre, éd. Collodion, 2008. Préface de Bernard Vargaftig. Couverture et page de garde, peinture, autoportrait de Mario Villani.
- Passant de la lumière, Jegun, éd. L’Arrière-Pays, 2008. Autoportrait de Mario Villani.
- Kaléidoscope d’enfance, Nice, éd. de la revue NU(e), avril 2012 d’après un spectacle de lanterne magique. Peintures de Stello Bonhomme.
- Variations du visage et de la rose, Jegun, éd. L’Arrière-Pays, 2013. Frontispice de Stello Bonhomme.
- L’Indien au bouclier, Mers-sur-Indre, éd. Collodion, novembre 2013. Frontispice de Stello Bonhomme, dessin de Patrice Villani sur la dernière page.
- Dialogue avec l’Anonyme, Mers-sur-Indre, éd. Collodion, 2018. Frontispice de Claire Cuenot.
- Deux paysages pour, entre les deux, dormir, Canada, Halifax, éd. VVV, 2018. Palimpseste de Michaël Bishop.
- Les Boxeurs de l’absurde, Fourmagnac, éd. L’Étoile des Limites, 2019.
- Proses écorchées au fil noir, Mers-sur-Indre, éd. Collodion, 2020.
- Monde, genoux couronnées, Mers-sur Indre, éd. Collodion, 2022.

### Récits, nouvelles, journal, théâtre
- La Fin de l’éternité (théâtre, Nu(e), 2002). Traduite en espagnol, créée en 2009 à Grenade.
- El Fin de la Eternidad, Traduction en espagnol pour la création de la pièce à Grenade. Granada, 2009.
- Pour fêter une enfance, (récit), Nice, éd. NU(e), 2002. Photographies, collection personnelle de Béatrice Bonhomme.
- Dernière adolescence (récit), Nice, éd. NU(e), 2002. Photographies, collection personnelle de Béatrice Bonhomme.
- Marges (journal), Nice, éd. NU(e), 2002. Photographies, collection personnelle de Béatrice Bonhomme.
- Nouvelles d’Aurora, (nouvelles), Nice, éd. NU(e), 2005.

### Livres d'artiste
- L’Embellie, 1998. Nice, Photographies de Henri Maccheroni.
- Sabre au Clair, Cannes, éd. Tipaza. 1998. Illustrations de Jean-Claude Le Gouic avec une peinture originale, livre fermé par un galet peint en jaune.
- Femme de tulle et de pierre posée sur du papier, Nice, éd. NU(e), juin 1999. Gravure bleue répétée avec variations de tirage par Serge Popoff.
- Une Pierre dans le front, Nice, éd. NU(e), septembre 1999. Encre de Serge Popoff, collée au papier collant par les soins de Serge Popoff,
- Les Chevaux de l’enfance, Nice, éd. NU(e), mai 2000 avec cinq Gravures de Serge Popoff.
- Fragments d’un désert, Nice, éd. NU(e), février 2001 avec des photographies de Françoise Vernas-Maunoury.
- L’Incendie de l’enfance, Saint-Hilaire du Rosier, livre conçu par Thierry Lambert pour son édition de livres objets : « Le Galet ». Pastels de Thierry Lambert.
- La Fin de l’éternité, Nice, éd. NU(e), 3 mars 2002 avec neuf Photographies de Danielle Androff.
- Bleu équilibre sans filet, Nice, éd. NU(e), 7 avril 2002. Cinq gravures pleine page et une gravure double page. Couverture : gravure double page de Serge Popoff.
- Le Premier Bleu. Éclatements bleus des frontispices de lumière, Nice, éd. NU(e), 2002. Six pastels pleine page de Arnaud Lamiral.
- Mémoire et métamorphose dans l’œuvre de Serge Popoff, Nice, éd. NU(e), 2002. Neuf gravures de Serge Popoff, celle du colophon étant de Sonia Popoff.
- La Faille de Terre, Nice, éd. NU(e), 2002, Livre en tissu, 7 « feuilles » teintes et peintes, Le texte est manuscrit sur le tissu par le poète et déborde sur la première page (couverture) et la dernière page (couverture).
- Pierres Tombales, Nice, 2002. Livre en argile, en forme de boîte avec 15 « pages » en argile une « page » de titre et 2 « pages » de garde reliées ensembles à la fin. Fabriqué par Marie José Armando.
- Une toile d’oiseaux, Tours, Le livre pauvre de Daniel Leuwers, volume de la collection « Pli », automne 2002. Sept exemplaires avec un dessin original de Mario Villani.
- Une toile d’oiseaux, Tours, Le livre pauvre de Daniel Leuwers, volume de la collection « Pli », automne 2002. Sept exemplaires tous avec des gravures originales noires et blanches, avec un collage de tissus bleu et vert de Serge Popoff.
- Unitas multiplex suivi de Aleph, Nice, 25 janvier 2002.Trois dessins pleine page, et un dessin original sur la couverture de Maurice Peirani.
- 18 Route de Maillet à Cluis, Saint-Hilaire du Rosier, livre conçu par Thierry Lambert pour son édition de livres objets : « Le Galet », septembre 2004. Quatre gravures de Maurice Cohen.
- Granité de la pierre. Saint-Hilaire du Rosier, livre conçu par Thierry Lambert pour son édition de livres objets : « Le Galet », 2004. Cinq pastels de Thierry Lambert.
- La Claire, Reynès, éd. de l’eau, 20 juin 2004. Avec deux gravures en manière-noire d’Albert Woda.
- Présence de la pierre, Sauveterre du Gard, éd. de la Balance, 2004. Avec des aquarelles de Mireille Brunet-Jailly.
- Signes, Nice, Les ateliers Artval, septembre 2005, avec des textes de Béatrice Bonhomme, Arnaud Villani et Gérard Rucker et des acryliques sur Arches de Gérard Alto. + un original sur Arches.
- Laisser couler le bleu de l’encre pour réparer le gris des choses, Nice, septembre 2006. Trois exemplaires avec Youl. Le livre, fabriqué par Youl, se présente dans une disposition en accordéon avec un ruban bleu collé sur un carton noir.
- Tu fêtes l’anniversaire des fleurs avec ta générosité coutumière, Nice, septembre 2006. Trois exemplaires avec Youl. Le livre, fabriqué par Youl, se présente comme un parchemin roulé autour d’un bâton, puis inséré dans un roseau évidé (40x9cm).
- La Fleur de vin, la Fleur de sang, Nice, septembre 2006. quatre exemplaires avec Youl. Le livre, fabriqué par Youl se présente comme une seule grande feuille cartonnée blanche pliée en deux sur laquelle est collée une feuille de papier transparent parcourue de quatre ficelles de cordes et couverte des dessins et collages de Youl.
- Vestiges, Nice, 2007. Livre fabriqué par Youl avec des interventions de Youl.
- Aigrettes lumineuses, Nice, 2007. Livre fabriqué par Youl avec des interventions de Youl.
- Caméléonne, Nice, 2007. Livre fabriqué par Youl avec des interventions de Youl.
- Une épure, Nice, 2008. Livre fabriqué par Youl avec des interventions de Youl.
- La Maison du poète oublié, Nice, 2009. Livre fabriqué par Youl avec des interventions de Youl.
- Sur la trace légère de quelques oiseaux, La Rochelle, composé et achevé d’imprimer par Alain Thomas en février 2006, A&T éditions. sept dessins de François Garros.
- L’Incendie précaire, Nice, éd. NU(e), octobre 2007 avec sept acryliques de Claudine Rovis.
- Dans les silences du Passeur, Tours, Le Livre pauvre de Daniel Leuwers, « Pli », novembre 2007. Pastels de Claudine Rovis.
- Frontières de ta vie, La Rochelle, A&T éditions, 2008. Il a été tiré de cet ouvrage vingt-six exemplaires numérotés de 1 à 26. Illustré de sept peintures originales de François Garros.
- Mascara panica, traduction en espagnol d’un poème de Béatrice Bonhomme. Revue Amastra-N-Gallar, d’Emilio Arauxo, Galicie, 2008.
- Précarité de la lumière, Languidic, Morbihan, Presses numériques des éditions de la Canopée, 2009, collection Le Passeur, dirigée par François Rannou. Enrichi de collages (exemplaires en rouge, jaune et vert) et de perforations de Thierry Le Saëc.
- Une ligne de mémoire érigée dans l’absentement du blanc, Montpellier, éd. À travers, 2016. Cinq peintures de Jacques Clauzel.
- Paysage, Nice, éd. Alain Freixe 2017. Gravure de Serge Popoff.
- Lettre-poème Tamisage, Rennes, éd. La Rivière Échappée, « Babel heureuse », deuxième série, 2018.
- L’Être, Tours, Le Livre pauvre de Daniel Leuwers, « Dernier vers », 2020. Aquarelles de Giraud Cauchy.
- Le Cœur de la brodeuse, Tours, Le Livre pauvre de Daniel Leuwers, « Au-dessous du volcan », 2020. Collages de Jean-Noël Bachès.
- Stèles de la lumière, Tours, Le Livre pauvre de Daniel Leuwers, « Les Immémoriaux », 2020.

### Critiques et essais littéraires
- Pierre Jean Jouve ou la quête intérieure (Aden, 2008)
- Mémoire et chemins vers le monde, Melis, Tome 1, 2008 ; Tome 2 (10 études sur des poètes femmes), 2013 (textes qui s’inscrivent comme des hommages à de nombreux auteurs contemporains)
- Le Rêve et la Ruse dans la traduction de poésie, avec Micéala Symington (Honoré Champion, 2008)
- Le Rythme dans la poésie et les arts, Interrogation philosophique et réalité artistique, avec Micéala Symington (Honoré Champion, 2005)
- Le Nu bleu, essai sur la poésie (Éditions L’Amourier, 2001)
- Salah Stétié en miroir (Rodopi, 2000)
- Jean Giono (Ellipses, 1998)
- Le Roman au XXe siècle à travers dix auteurs (Ellipses, 1996)
- André Malraux : La Condition humaine (Ellipses, 1996)
- La Mort grotesque dans les œuvres de Jean Giono (Nizet, 1996)
- Jeux de la psychanalyse, initiation, images de la femme dans l'écriture jouvienne (Minard, 1994)

## Ouvrages et revues consacrées à l’œuvre de Béatrice Bonhomme
- Ilda Tomas et Peter Collier, Béatrice Bonhomme Le mot, la mort, l’amour, Bern, Peter Lang, 2013, 437 pages.
- Revue Bleu d’encre numéro 36 (direction Claude Donnay) « Béatrice Bonhomme », Presses de la Maison de la poésie d’Amay, Hiver 2016, p. 1 à 25.
- Revue Poésie sur Seine numéro 101 consacré à Béatrice Bonhomme (direction Pascal Dupuy), Saint-Cloud, novembre 2020, p. 1 à 31.
- Revue Coup de soleil, Poésie et Art, numéros 108/109, « Spécial Béatrice Bonhomme » (direction Michel Dunand), Annecy, juin 2020, 76 pages

### Direction d'ouvrages collectifs
Béatrice Bonhomme a dirigé ou codirigé (éditions scientifiques) plus de 25 ouvrages collectifs, dont : 
- Dans le feuilletage de la terre, sur l’œuvre poétique de Marie-Claire Bancquart, Actes du colloque de Cerisy-la-Salle, Oxford, Éditions Peter Lang, 2012 (avec Aude Préta-de Beaufort et Jacques Moulin)
- James Sacré, Actes du colloque de Cerisy-la-Salle, Bruxelles, Revue L’Étrangère n° 29-30, Éditions de La Lettre volée,  2012 (avec Jacques Moulin et Tristan Hordé)
- Échos poétiques de la Bible, Paris,  Éditions Champion, 2012 (avec Aude Préta-de Beaufort, Josiane Rieu et Hélène Baby)
- Intégrités et transgressions de Jouve, textes réunis par Béatrice Bonhomme, Cahier Pierre Jean Jouve n° 2, Éditions Calliopées, Juin 2010. Actes du Colloques "Jouve" de Cerisy.
- Jouve, poète européen, textes réunis par Béatrice Bonhomme et Jean-Yves Masson, Cahier Pierre Jean Jouve n° 1, Éditions Calliopées, Octobre 2009. Actes des Colloques "Jouve" de la Sorbonne et Saorge.
- Avec les poèmes de Bernard Vargaftig, Actes du colloque de Cerisy-la-salle, Vallongues, Méthode ! Revue de Littérature n° 15, janvier 2009 (Serge Martin et Jacques Moulin)
- Pierre Jean Jouve, Actes du colloque international, Université de Nice, 24-26 novembre 1994,  Lille, Éditions Roman 20/50 (avec Christiane Blot-Labarrère)

## Prix et récompenses
- 2016 - Prix Léopold Sédar Senghor, Cénacle Européen[9]
- 2019 - Prix Vénus Khoury Ghata, Dialogue avec l'anonyme[10]
- 2023 - Prix Mallarmé, Monde, genoux couronnés